# Domenico Poggini
Domenico Poggini (Firenze, 1520 – Roma, 1590) è stato uno scultore e medaglista italiano.

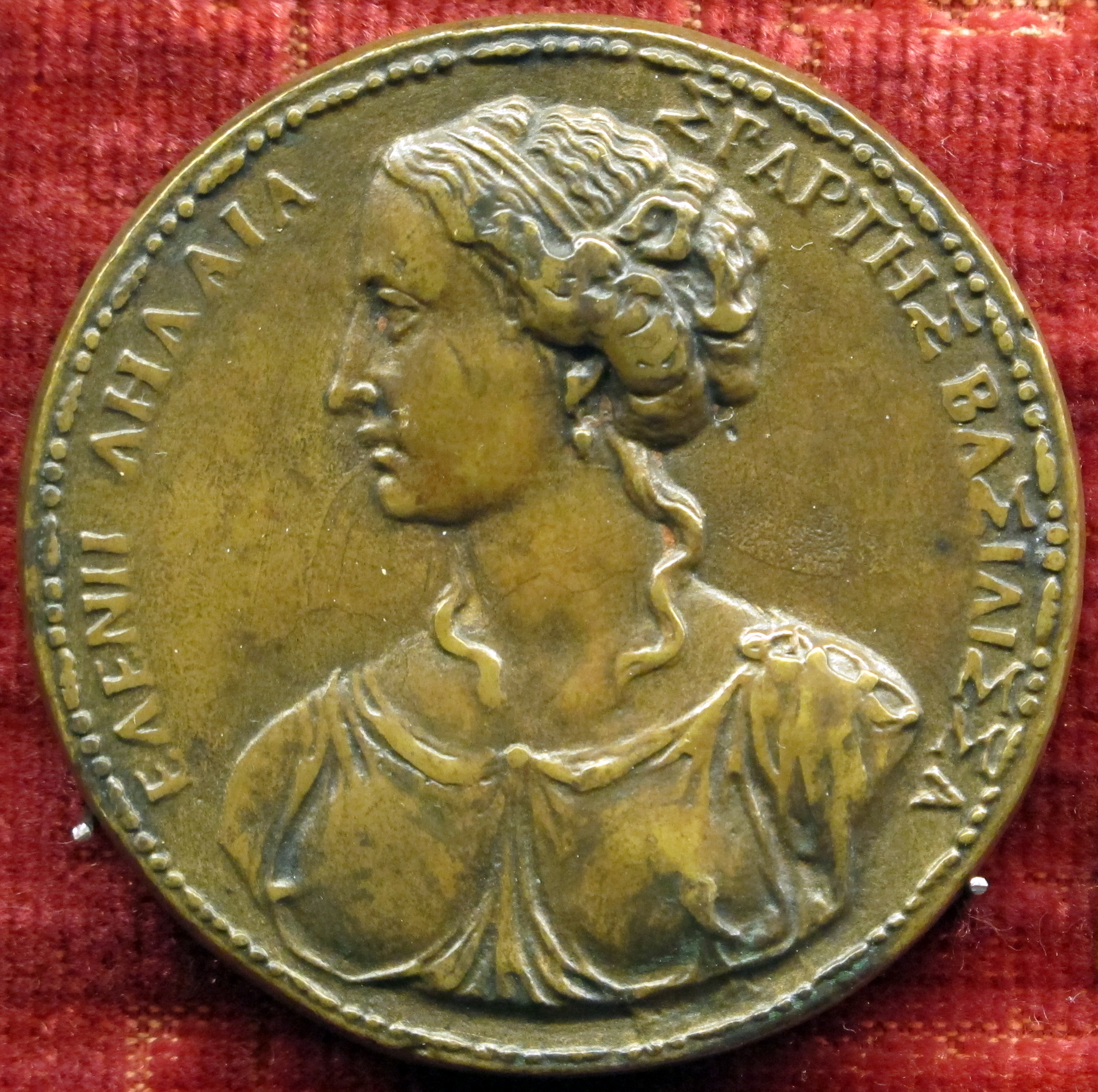
Medaglia di Elena di Troia

Figlio dell'intagliatore Michele di Paolo di Donato Poggini, fu fratello dell'intagliatore Giovan Paolo. Per i Medici fu coniatore e intagliatore di pietre dure. In seguito si trasferì in Spagna al seguito di Filippo II.
Suo è il bronzetto di Opi nello studiolo di Francesco I di palazzo Vecchio e un Busto di Francesco I de' Medici (1564 circa) agli Uffizi.